# Serrenti
Serrenti é uma comuna italiana da região da Sardenha, na província da Sardenha do Sul, com cerca de 5.174 habitantes. Estende-se por uma área de 42 km², tendo uma densidade populacional de 123 hab/km². Faz fronteira com Furtei, Guasila, Nuraminis, Samassi, Samatzai, Sanluri, Serramanna.

## Demografia
| Variação demográfica do município entre 1861 e 2011                               |
|                                                                                   |
| Fonte: Istituto Nazionale di Statistica (ISTAT) - Elaboração gráfica da Wikipedia |